# 和田岬站
和田岬站（日语：／ Wadamisaki eki */?）是一個位於日本兵庫縣神戶市兵庫區，屬於西日本旅客鐵道（JR西日本）、神戶市營地下鐵（地下鐵）的鐵路車站。曾經有神戶市電的電停設置。

## 停靠路線
此站有JR西日本的山陽本線支線（通稱：和田岬線）與地下鐵的海岸線停靠。和田岬線以此站為終點站。海岸線車站設有K06的車站編號。

## 車站結構

### JR西日本
側式月台1面1線的地面車站。本站是由神戶站管理的無人站。

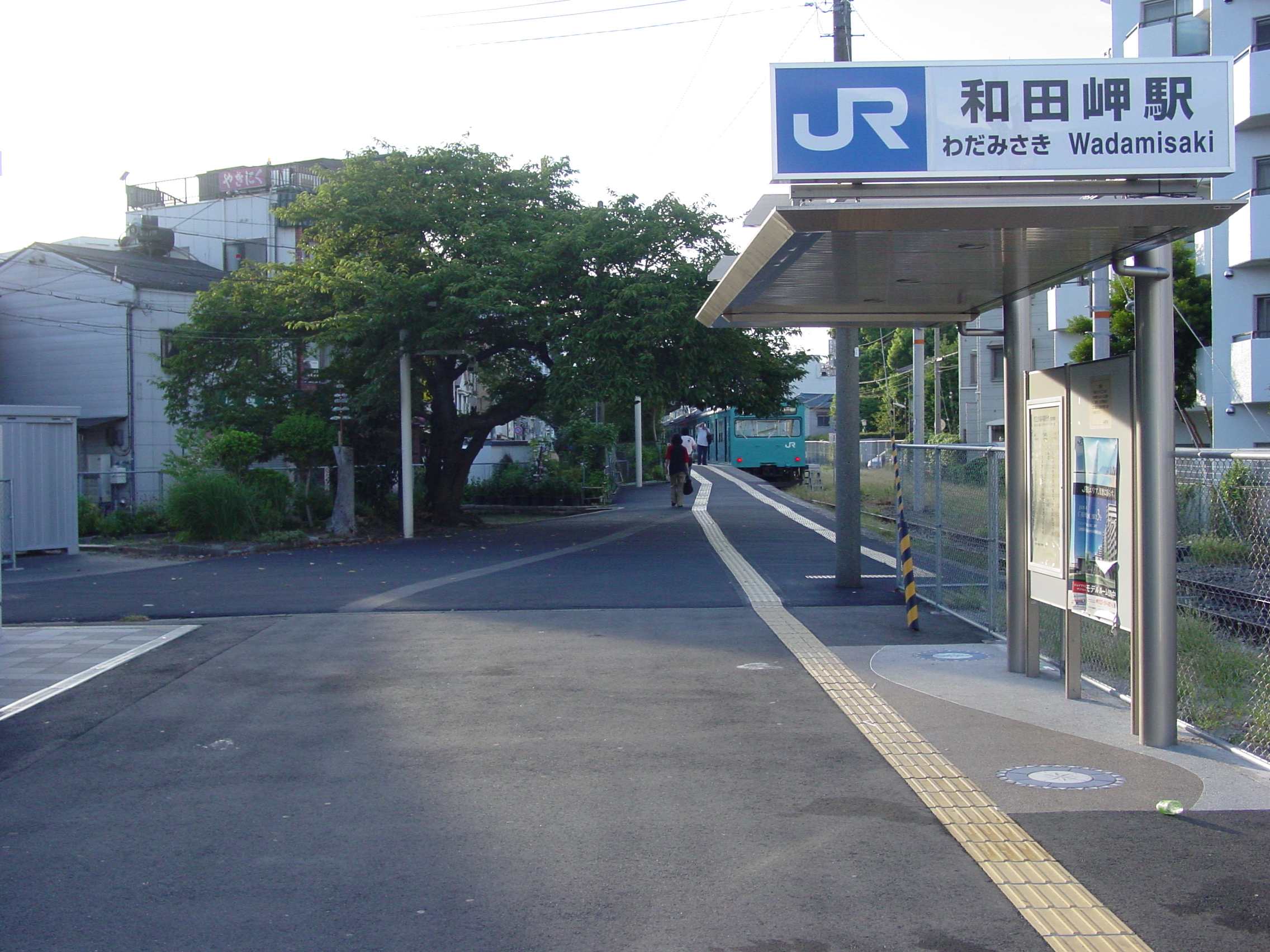
車站入口
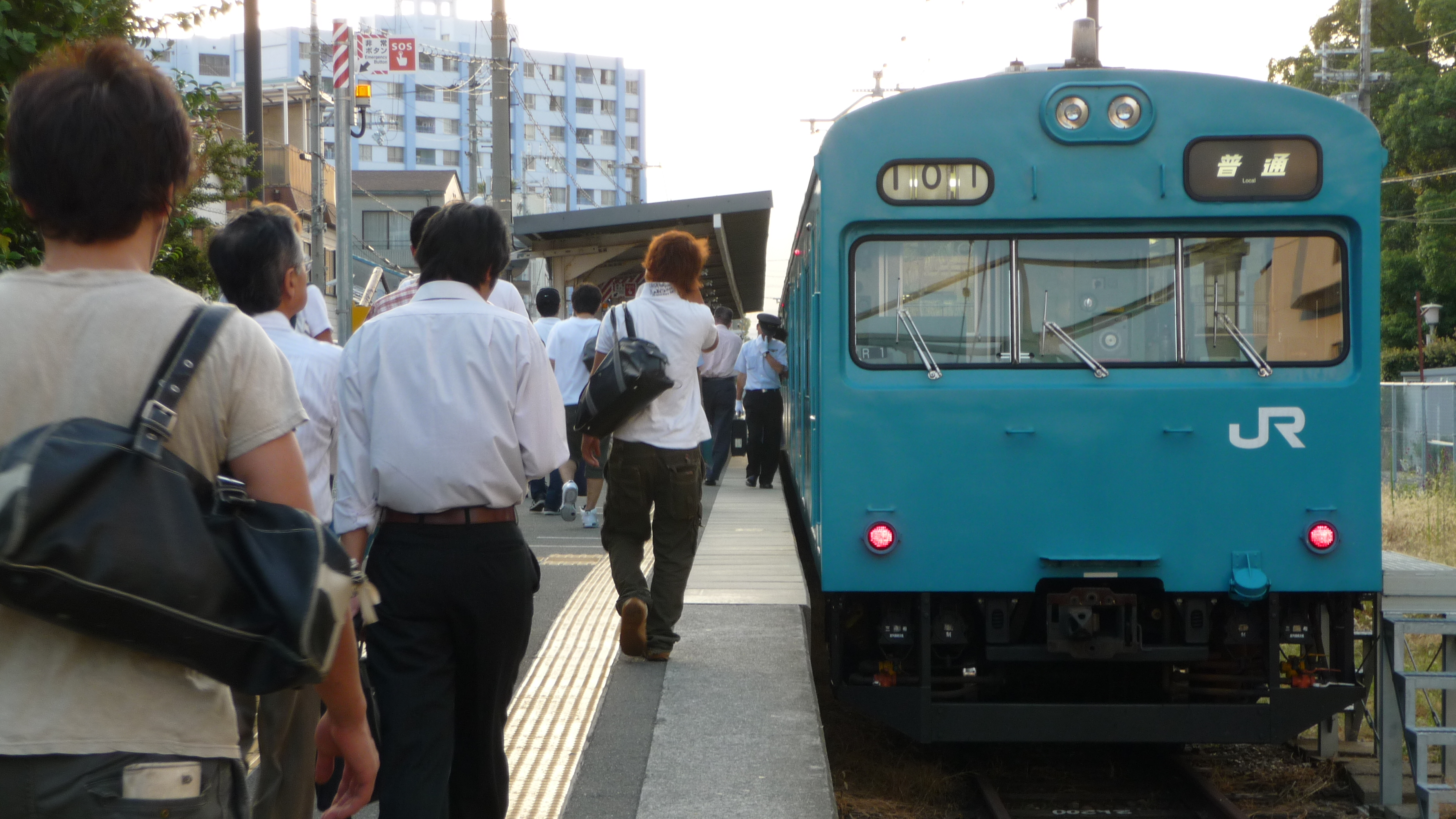
構內

### 神戶市營地下鐵
島式月台1面2線的地底車站。閘口位於地下1樓，月台位於地下2樓。

#### 月台配置
| 月台 | 路線   | 目的地            |
| ---- | ------ | ----------------- |
| 1    | 海岸線 | 三宮·花時計前方向 |
| 2    | 海岸線 | 新長田方向        |

## 使用情況
- 西日本旅客鐵道 - 2017年度1日平均乘客為4,886人[1]。
- 神戶市交通局 - 2017年度1日平均乘客為10,618人[2]。海岸線車站當中最多。
  - 2000年度計劃時預計2005年度的乘客為15,358人[3]。然而，截至2015年乘客也只有原來計劃時的約7成。

各年度1日平均上車人次如下表。
| 年度               | JR西日本 | 神戶市交通局 |
| ------------------ | -------- | ------------ |
| 1998年（平成10年） | 8,211    | 未 開 業     |
| 1999年（平成11年） | 7,907    | 未 開 業     |
| 2000年（平成12年） | 7,683    | 未 開 業     |
| 2001年（平成13年） | 6,734    | 7,205        |
| 2002年（平成14年） | 6,016    | 6,318        |
| 2003年（平成15年） | 5,396    | 7,153        |
| 2004年（平成16年） | 5,011    | 7,104        |
| 2005年（平成17年） | 4,794    | 7,039        |
| 2006年（平成18年） | 4,624    | 7,343        |
| 2007年（平成19年） | 4,806    | 7,614        |
| 2008年（平成20年） | 5,110    | 8,365        |
| 2009年（平成21年） | 5,298    | 9,662        |
| 2010年（平成22年） | 5,396    | 9,991        |
| 2011年（平成23年） | 5,518    | 9,960        |
| 2012年（平成24年） | 5,373    | 9,951        |
| 2013年（平成25年） | 5,158    | 9,595        |
| 2014年（平成26年） | 4,864    | 9,782        |
| 2015年（平成27年） | 4,830    | 10,042       |
| 2016年（平成28年） | 4,823    | 10,447       |
| 2017年（平成29年） | 4,886    | 10,618       |

## 車站周邊
- 御崎公園球技場
- 和田岬砲台
- 三菱重工業神戶造船所
- 三菱電機神戶製作所、電力系統製作所
- 三菱神戶病院
- 厚生勞動省 神戶檢疫處
- 兵庫縣立兵庫工業高等學校
- 兵庫縣立神戶工業高等學校
- 和田神社
- 三石神社

#### 巴士路線
神戶市巴士 和田岬巴士站
- 3號巴士（循環線）：吉田町1丁目 - 金平町 - 東尻池8丁目 - 地下鐵長田站前 - 名倉町 - 房王寺町5丁目 - 湊川公園西口 - 新開地 - 中央市場前 - 和田岬 - 吉田町1丁目

## 相鄰車站
西日本旅客鐵道
■和田岬線（山陽本線支線）
兵庫－和田岬
 神戶市交通局（神戶市營地下鐵）
海岸線
中央市場前（K05）－和田岬（K06）－御崎公園（K07）

## 外部連結
- 和田岬｜車站資訊：JR出門網 - 西日本旅客鐵道
- 和田岬站（页面存档备份，存于） - 神戶市交通局